# Chizhou
Chizhou (chiń. 池州; pinyin Chízhōu) – miasto o statusie prefektury miejskiej we wschodnich Chinach, w prowincji Anhui. W 2010 roku liczba mieszkańców miasta wynosiła 152 091. Prefektura miejska w 1999 roku liczyła 1 530 964 mieszkańców.

## Podział administracyjny
Prefektura miejska Chizhou podzielona jest na:
- dzielnicę: Guichi,
- 3 powiaty: Dongzhi, Shitai, Qingyang.